# Caenis bella
Caenis bella is een haft uit de familie Caenidae. De wetenschappelijke naam van de soort is voor het eerst geldig gepubliceerd in 1994 door Kang & Yang.
De soort komt voor in het Oriëntaals gebied.